# 修道 (道教)
修道，义爲对“道”的修炼，或称修真，对真炁的修炼，以希炼爲真人；是信仰道教的古人希望“长生久视”，通过对生命理解和平常对自己身体的观察，总结出的精神和身体的修炼方法。道教修道之人要看的典籍一般有《道德经》、《周易参同契》、《悟真篇》、《清静经》、《太平经》等。儒教和佛教也沿用“修道”词汇，与修行基本同义。
五有识

## 概述
修道法，至春秋时期形成了儒家和道家两大派，後發展出的儒教和道教扩展了两者的理论。
以孔子为首的儒家继承和发扬唐尧、虞舜、夏禹、殷湯的文武之道，以格物、致知、诚意、正心、修身、齐家、治国、平天下为入世之法。其门徒曾子所著的《大学》，子思所著的《中庸》，阐述儒家的养生修身心法。曾子谓：“止于至善。知止而后有定，定而后能静，静而后能安，安而后能虑，虑而后能得。物有本末，事有始终，知所先后，则近道矣”。子思称：“喜怒哀乐之未发，谓之中；发而皆中节，谓之和。中也者，天下之大本也；和也者，天下之达道也。致中和，天地位焉，万物育焉。”曾子的“止于至善”和子思的“致中和”都是要求调适性情，使之处于中和、至善之地，有益于心身的健康。又如孟子所说的：“人有鸡犬放，而知求之，有放其心而不知求”。儒家养生之道要懂得“收放心”，“养吾浩然之气”。儒家在宋代發展出程朱理学，具有宗教化的特征，也称爲儒教。
道家以老子为首，其《道德经》已成为道教之祖书，道教又对道家的修身法进行了宗教化的發展。庄子的《南华经》(即《莊子》)、魏伯阳的《参同契》、张伯端的《悟真篇》，以及后来的“丹经（炼丹）、道书（道经、善书）”，无不阐述发扬养生修道观。老子之道其大则无所不包，其细则无所不入。生天地，育万物。“道生一，一生二，二生三，三生万物。万物负阴而抱阳”。道生“无极”，无极生太极，太极生两仪，两仪生四象，四象生八卦。老子提倡“虚无”或“无为”，虚中有实，无中生有，认为万物从虚无中来，在养生上则是虚其心而实其腹，从而强其身而壮其骨。“无为”实是无不为，指存无为之心，而行有为之法 （或存有为之心，而行无为之法），即存无守有：“恍恍惚惚其中有物，杳杳冥冥其中有精”。道教还吸收了佛教的因果轮回观点和禅定，将行善、积功德作为修道的一种入世方法，禅定则融入自家的理解，自开一派，称爲打坐。
释家即佛教，西汉时传入中国，至隋唐达到鼎盛时期。佛家也有一套养生之道。儒、释、道名为三家，其养生之道则互有传授，互相吸收。